# ページワン
ページワンはトランプで遊ぶゲームのひとつ。

## 概要
多人数で対戦する、トランプのゲームの一種。ゲームのルールはトリックテイキングゲームに似るが、台札と同じスートのカードがないときは山札からカードを引かなければならないため、各人の手札の数が一致しなくなる。また、ゲームの目的はトリックに勝つことではなく、自分の手札を早く無くすことにある。
混同されがちだが「アメリカンページワン」とは異なるゲームである。アメリカンページワンと区別するために「ヨーロピアンページワン」と呼ぶこともあるが、ヨーロッパのゲームではない。同じようなルールのゲームに「芋掘り」と呼ばれるゲームもあり、下記であわせて説明する。

## 基本ルール
1. 2～8人程度のプレイヤーとジョーカーを含む53枚のトランプを用意するが、ジョーカーを含まない52枚でプレイする場合もある。
2. プレイヤー全員に、同数枚（主に4枚）のカードを配る。残りのカードは山札として場に伏せる。
3. ジャンケン等で最初の「親」やカードを出す順番を決めておく。
  1. 「親」は手札から好きなカードを1枚選び、表にして場に出す。このカードを台札とする。
  2. 他のプレイヤーは順に、台札と同じスートのカードを手札から1枚選び、表にして場に出していく。
  3. 手札に台札と同じスートのカードがない場合、台札と同じスートのカードが出てくるまで山札を引き、手札に加えていく。同じスートのカードが引けたら表にして場に出す（台札と同じスートのカードが引けた後も、強いカードが出るまで引き続けてはならない）。
  4. 全員がカードを出し終えたら、場に出たカードの強さを比べ、一番強いカードを出したプレイヤーが次の「親」となる。
  5. カードの強さは、ジョーカー>A>K>Q>J>10>...>2となる。ジョーカーはどのスートにも使用できる。親が台札としてジョーカーを出した場合、次のプレーヤーは好きなスートを出すことができる。
  6. 上記の流れを繰り返し、手札を誰よりも早く無くすことを競う。
  7. 山札がなくなった場合、この山札を取ろうとしたプレイヤーは場に出された全てのカードを手札に加える。そして、このプレイヤーが「親」となり、次のターンを始める。
  8. 残り2枚目のカードを出すときは「ページワン」、最後のカードを出すときは「ストップ」と宣言しなければならない。宣言を忘れた場合は、ペナルティとして山札から5枚カードを引き手札に加えなければならない。
  9. 最後に出すカードでジョーカーを使用することはできない（手札にジョーカー1枚しかない場合は山札から1枚引き「ページワン」を宣言しながら出す）。
  10. 誰かの手札がなくなると、この回のゲームは終了となる。勝利したプレイヤーには、残ったプレイヤーの手札から計算された点数が与えられる。

## バリエーション

### 芋掘り
「芋掘り」という名称の由来は、台札と同じスートのカードが出てくるまで山札を引き続ける姿の形容からきている。明治初年の書物に「だしあがり」という名前で記されているゲームとほぼ同じである。
- 「ページワン」「ストップ」の宣言はしなくてよい。
- 1ゲームは誰かが最初に上がった時点では打ちきられず、最下位が決まるまで続行される。
- 山札がなくなった場合、場にあるカードをシャッフルし伏せて、山札の補充分とする。

### オンリーワン
「ページワン」のルールを基本に上記の「芋掘り」に近いルールで、「オンリーワン」と呼ばれる。
- 残り2枚目のカードを出すときは「オンリーワン」と宣言する。宣言を忘れた場合、手札を5枚追加する。
- 「ストップ」の宣言はしなくて良い。
- その他、山札がなくなった場合やゲームの終了方法は、「芋掘り」と同じである。

### 掛け声のバリエーション
「ページワン」はおそらく和製英語である。英語圏でも最後の1枚になったことを宣言しなければならないゲームはあるが（「クレイジーエイト」など）、そのときは「Last card」などというのが普通である。
東日本（とくに宮城・福島など東北地方）では、最後のカードを出す時に「ノームサイ（ノーサイ）」と宣言する。ラグビーの「ノーサイド」が語源であるという説がある。東京など一部地域でも「ノームサイ」を使うという説もある。北海道では「ページバン」に近い発音をする地域がある。